# For the Boys
For the Boys és una pel·lícula estatunidenca dirigida per Mark Rydell, estrenada el 1991.

## Argument
Dixie Leonard i Eddie Sparks viatgen i actuen junts durant la Segona Guerra Mundial, la Guerra de Corea, i la Guerra del Vietnam, donant una mica de diversió als soldats. La història de les seves aventures junts, plenes d'amor, riure i llàgrimes, és referit en flashbacks per Dixie el dia abans que el President li atorgui una medalla.

## Repartiment
- Bette Midler: Dixie Leonard
- James Caan: Eddie Sparks
- George Segal: Art Silver
- Patrick O'Neal: Shephard
- Christopher Rydell: Danny Leonard
- Arye Gross: Jeff Brooks
- Norman Fell: Sam Schiff
- Rosemary Murphy: Luanna Trott
- Bud Yorkin: Phil
- Jack Sheldon: Wally Fields
- Richard Portnow: Milt, Recording Studio
- Brandon Call: Danny Leonard, Nova York
- John O'Leary: Censor de la televisió, Nova York
- Billy Bob Thornton: Sergent Marine, Corea
- John Ruskin: Marine que atura els camions, Corea
- Robert Clotworthy: Comandant de la Navy, Japó
- Tony Pierce: Major a la base, Vietnam
- Xander Berkeley: Roberts, Vietnam
- Walter C. Miller: Director de la televisió
- Maggie Wagner: Assistent de Stan
- Melissa Manchester: Corrine